# Blind Guardian
Блајнд гардијан (енгл. Blind Guardian, „Слепи чувар") је немачка пауер метал група из градића Крефелда, на западу Немачке. Пре него што су узели име Блајнд гардијан, издали су два демо-снимка под именом Луциферс херитеџ (енгл. Lucifer's Heritage, „Луциферово наслеђе"). Многи спид и пауер метал бендови их наводе као највећи утицај.
Стихови бенда, које пише певач Ханси Кирш, су најчешће инспирисани делима Џ. Р. Р. Толкина, Стивена Кинга и Мајкла Муркока, као и традиционалним легендама и еповима. Током година, стална тематика је створила повезаност чланова бенда са путујућим бардовима.

## Биографија
Бенд су основали певач и басиста Ханси Кирш и гитариста Андре Олбрих средином осамдесетих, у Крефелду. Пре називања бенда именом Блајнд гардијан, издали су два демо-снимка под именом Луциферс херитеџ 1985. и 1986. године. У првих неколико година, чланови бенда су се брзо смењивали, али су се већ од 1987. године усталили у постави: Кирш (вокал и бас-гитара), Олбрих (гитара), Маркус Зипен (гитара) и Томен Штаух (бубњеви). У тој постави су остали заједно наредних 18 година.
Након што је Луциферс херитеџ потписао уговор са Ноу реморсом, бенд је променио име у Блајнд гардијан, да би избегли могуће повезаности са сатанизмом. Свој деби албум, Battalions of Fear, издат 1988. године, је био типични спид метал албум, са приметним утицајем Хеловина. Ова два немачка бенда су била блиско повезана, те је Каи Хансен, оснивач Хеловина, по напуштању свог бенда (а пре формирања Гама реја) гостовао на снимању другог албума „гардијана“, албума Follow the Blind из 1989. на коме је бенд показао благо нагињање ка пауер металу. На њиховом трећем албуму, Tales from the Twilight World, употреба хора и утицаја класичне музике је створила мелодичнији и „епскији“ звук.
Блајнд Гардијан је потписао са Вирџином 1991. године и издао албум Somewhere Far Beyond следеће године, као и живи албум Tokyo Tales годину дана касније. Бивши продуцент Металике, Флеминг Расмусен, је продуцирао наредна два албума, Imaginations from the Other Side (1995) и The Forgotten Tales (1996). На компилацијском албуму The Forgotten Tales половина материјала се састојала из обрада а половина из оригиналног материјала, било поново снимљеног, било са новим аранжманом.
У априлу 1998. године, издали су албум Nightfall in Middle-Earth, њихово најпознатије остварење до данас, остварење због кога Блајнд гардијан љубитељи најчешће називају „Толкин-бендом“. „Препун химничних рефрена, рецитала преточених у приче и гомиле бомбастичног пауер метала који наглашава сваки драматични преокрет“, како каже Винсент Јефриз са сајта allmusic.com, "Nightfall in Middle-Earth је можда највећи тријумф Блајнд гардијана". На концептуалном албуму базираном у потпуности на "Силмарилиону“ Џ. Р. Р. Толкина, Блајнд Гардијан је приказао неке утицаје фолк рока, као и употребу слојевитих пратећих вокала у стилу групе Квин. Од албума "Nightfall" бас-гитару у бенду свира Оливер Холцварт, који се не наводи као члан бенда, како би Ханси могао сву своју пажњу да посвети само певању. То је уједно био и последњи албум који је продуцирао Расмусен.
Албум A Night at the Opera, назван по истоименом албуму групе Квин је издат четири године касније. На овом албуму бенд се одрекао готово свих спид метал-елемената са почетка каријере. Обилујући пауер и прогресив-метал звуком, албум су испуњавале пренаглашене оркерстрацијске позадине и константна гитарска и вокална преслојавања. Иако није био прави концептуални албум, многи стихови су као заједничку тему имали религију и однос између људских и божанских моћи. Након тог албума је уследио и живи албум (једноставно назван Live) издат 2003. године и DVD Imaginations Through the Looking Glass издат наредне године, који је уједно био и последњи снимљени материјал бенда на коме је учествовао Томен Штаух. Томен је напустио бенд услед музичког неслагања и ускоро је замењен Фредериком Емкеом. Албум A Twist in the Myth је био први на коме је учествовао Емке. 
Блајнд гардијан су недавно учествовали на снимању музике за фантазијски филм "In the Name of the King: a Dungeon Siege Tale", који је објављен 2008. године. Ханси Кирш је такође објавио намеру бенда да сними тематску песму за RPG видео-игру "Sacred 2: Fallen Angel". Према скорашњим интервјуима, песма, названа "Sacred", неће бити издата на посебном синглу, већ тек као бонус-песма на наредним албуму. Писање песама за наредни албум је започело у време када бенд спрема свој „оркестарски пројекат“. Још увек није одређено да ли ће прво издати студијски или оркестарски албум, али се зна да нових издања неће бити пре 2010. године.

## Музички стил
Прва два албума Блајнд гардијана, Battalions of Fear и Follow the Blind, су били типични представници спид метала. Почев од трећег албума, Tales from the Twilight World, „гардијани“ су свој звук постепено све више чинили комплекснијим, додајући хорске и оркестарске аранжмане у понеким песмама, приметно под утицајем британског рок бенда Квин.
Музику Блајнд гардијана карактеришу „стакато“ гитаре и дупли бас-бубњеви, типични за пауер метал. Техника „наснимавања“, коју користе највише на снимцима гитара и вокала ради стварања „епског“ звука, ствара утисак велике армије музичара која свира јединствено и пева у хармонији.

## Састав

### Садашњи чланови
- Ханси Кирш – певач (1984. - до данас), бас (1984. - 1996)
- Андре Олбрих – гитара (1984. - до данас)
- Маркус Зипен – гитара (1987. - до данас)
- Фредерик Емке – бубњеви, перкусије, флаута, гајде (2005. - до данас)

### Бивши чланови
- Томас „Томен“ Штаух – бубњеви (1984. - 1985, 1987. - 2005)
- Маркус Дорк – гитара (свирао само у Луциферс херитеџу) (1984 - 1985)
- Кристоф Тајсен – гитара (свирао само у Луциферс херитеџу) (1986)
- Ханс-Петер Фреј – бубњеви (свирао само у Луциферс херитеџу) (1986)

### Гостујући музичари
- Оливер Холцварт – бас (на турнеји и у студију) (1997. - до данас)
- Алекс Холцварт – бубњеви (уживо) (2002. - 2003)
- Матијас Вајснер – клавијатуриста (студио) (1989. - до данас)
- Михаел Ширен – клавијатуриста (уживо) и пијано (студио) (1997. - до данас)
- Каи Хансен – вокал и гитарске солаже (1989. - 1992)

## Дискографија

### Студијски албуми
- (1988)
- (1989)
- (1990)
- (1992)
- (1995)
- (1998)
- (2002)
- (2006)
- (2010)
- (2015)
- (2019)
- (2022)